# Nikolaj Mateev
Nikolaj Mateev (in bulgaro Николай Матеев?; Sofia, 3 febbraio 1960) è un ex schermidore bulgaro, vincitore di una medaglia d'argento ai campionati mondiali di scherma.